# Polystachya pubescens
Polystachya pubescens är en orkidéart som först beskrevs av John Lindley, och fick sitt nu gällande namn av Heinrich Gustav Reichenbach. Polystachya pubescens ingår i släktet Polystachya och familjen orkidéer. Inga underarter finns listade i Catalogue of Life.

## Bildgalleri

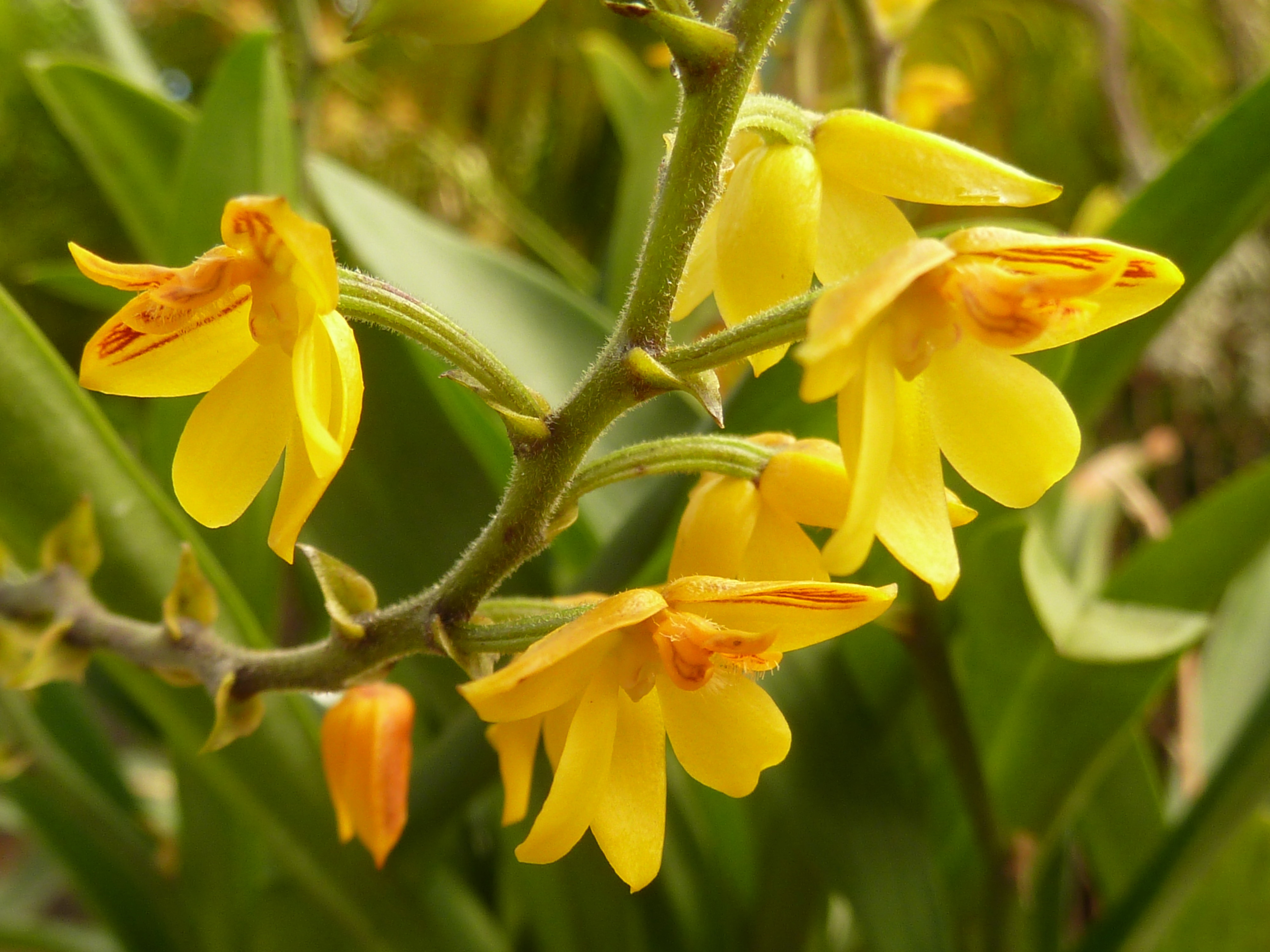
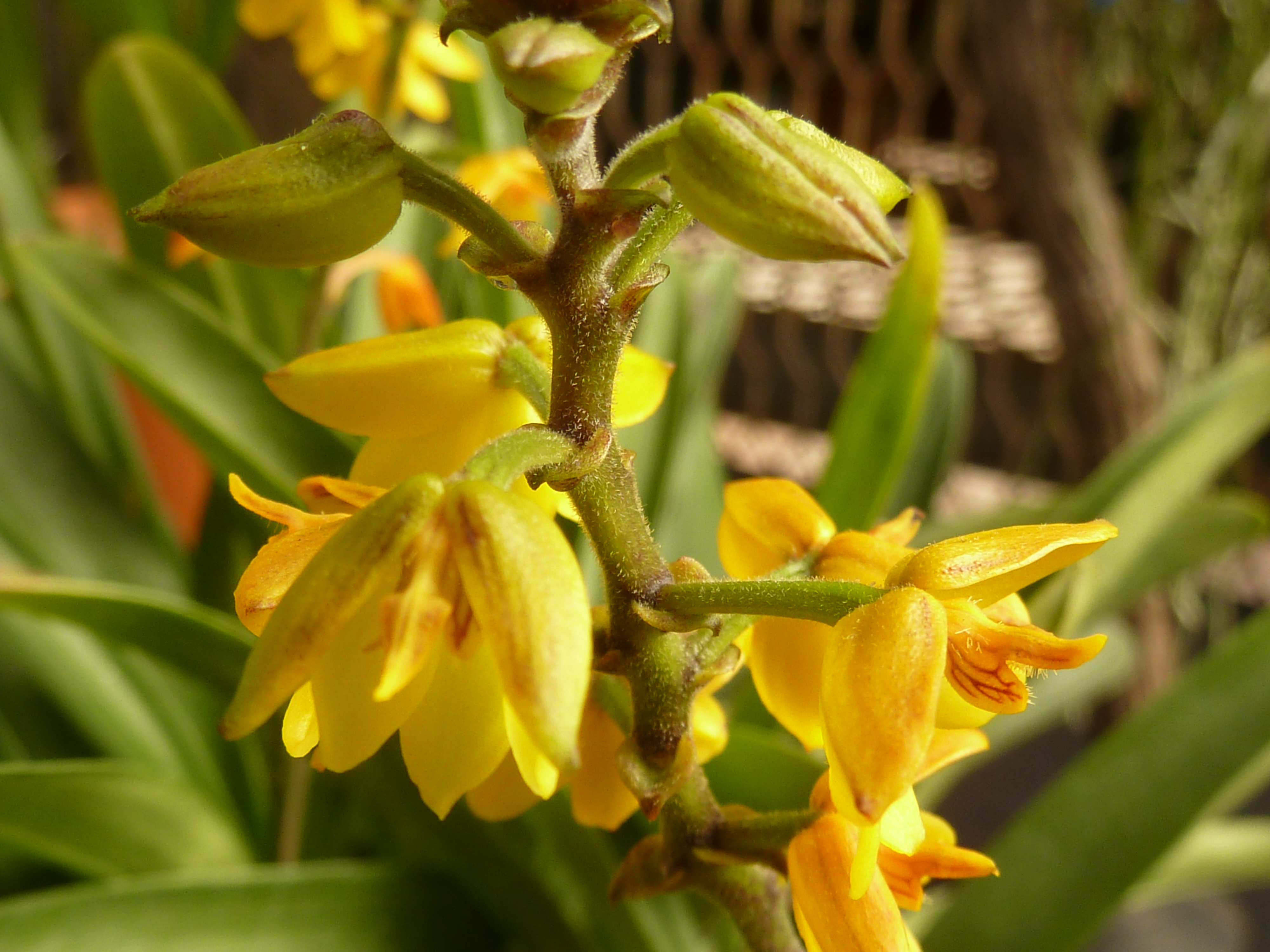
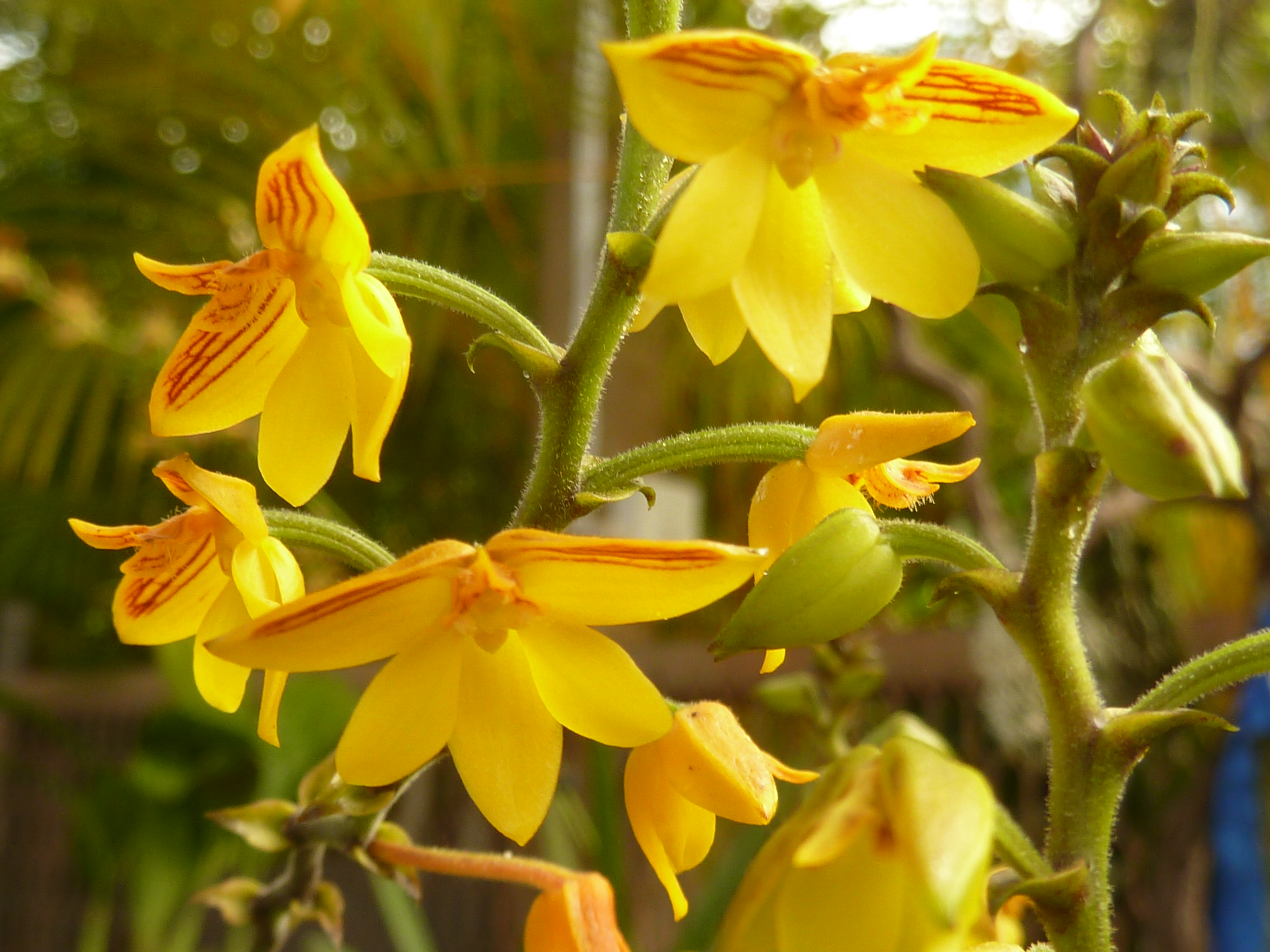
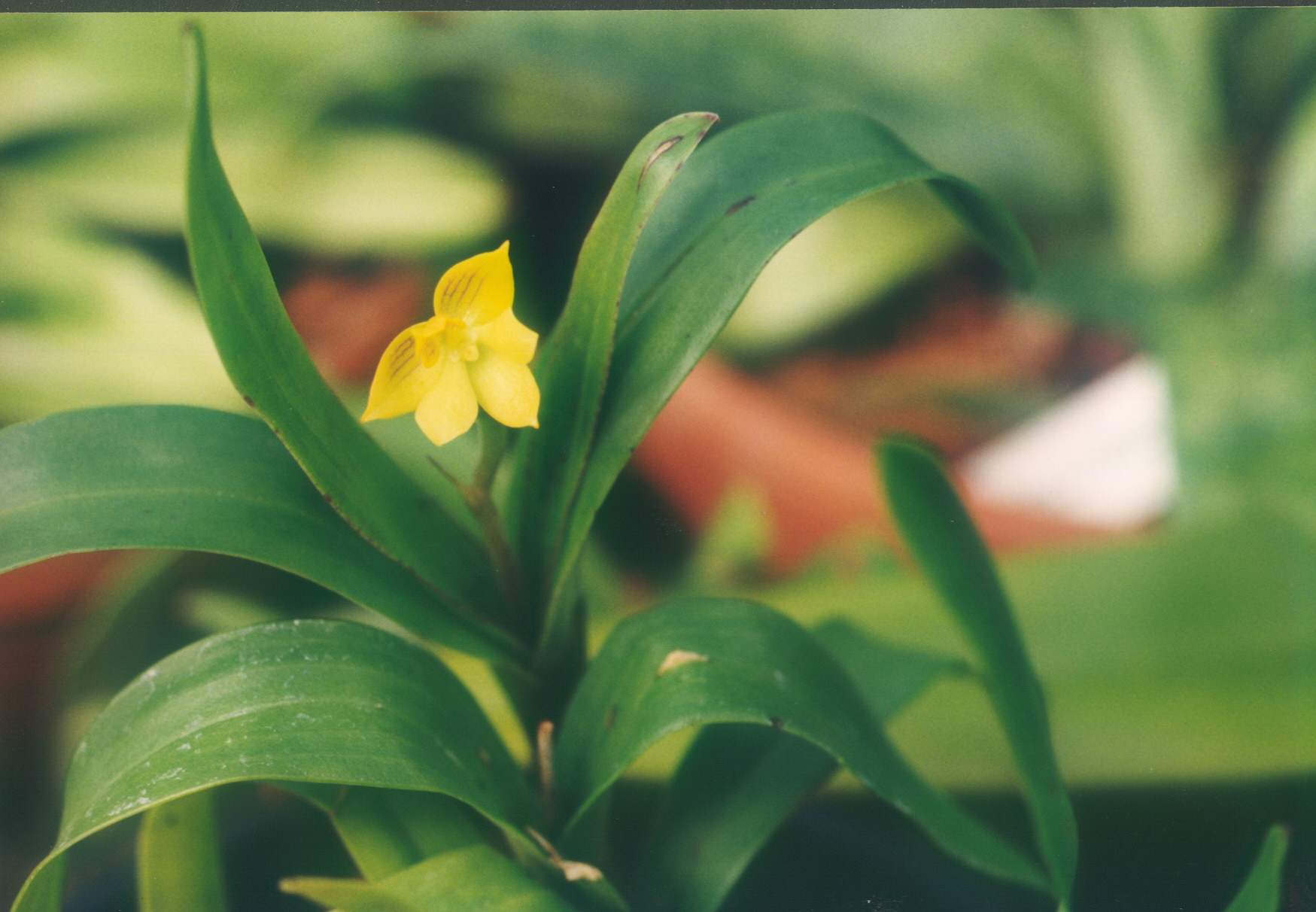